# Dasychira nigrita
Dasychira nigrita är en fjärilsart som beskrevs av Rothschild 1915. Dasychira nigrita ingår i släktet Dasychira och familjen tofsspinnare. Inga underarter finns listade i Catalogue of Life.